# Homalothecium laevisetum
Homalothecium laevisetum là một loài Rêu trong họ Brachytheciaceae. Loài này được Sande Lac. mô tả khoa học đầu tiên năm 1866.